# NHK甲府放送局
NHK甲府放送局（日语：NHK甲府放送局），又译NHK甲府广播电视台，是日本放送協會位於山梨縣甲府市、負責主管山梨縣事務的地方广播电视台（放送局）。

## 频道频率一览

### 电视频道
- NHK综合频道（呼号JOKG-DTV）
- NHK教育频道（呼号JOKC-DTV）

### 广播频率
- NHK第一套广播（呼号JOKG）
- NHK第二套广播（呼号JOKC）
- NHK调频广播（呼号JOKG-FM）

## 外部連結
- NHK甲府放送局 （页面存档备份，存于）